# Grube Fortuna (Solms)

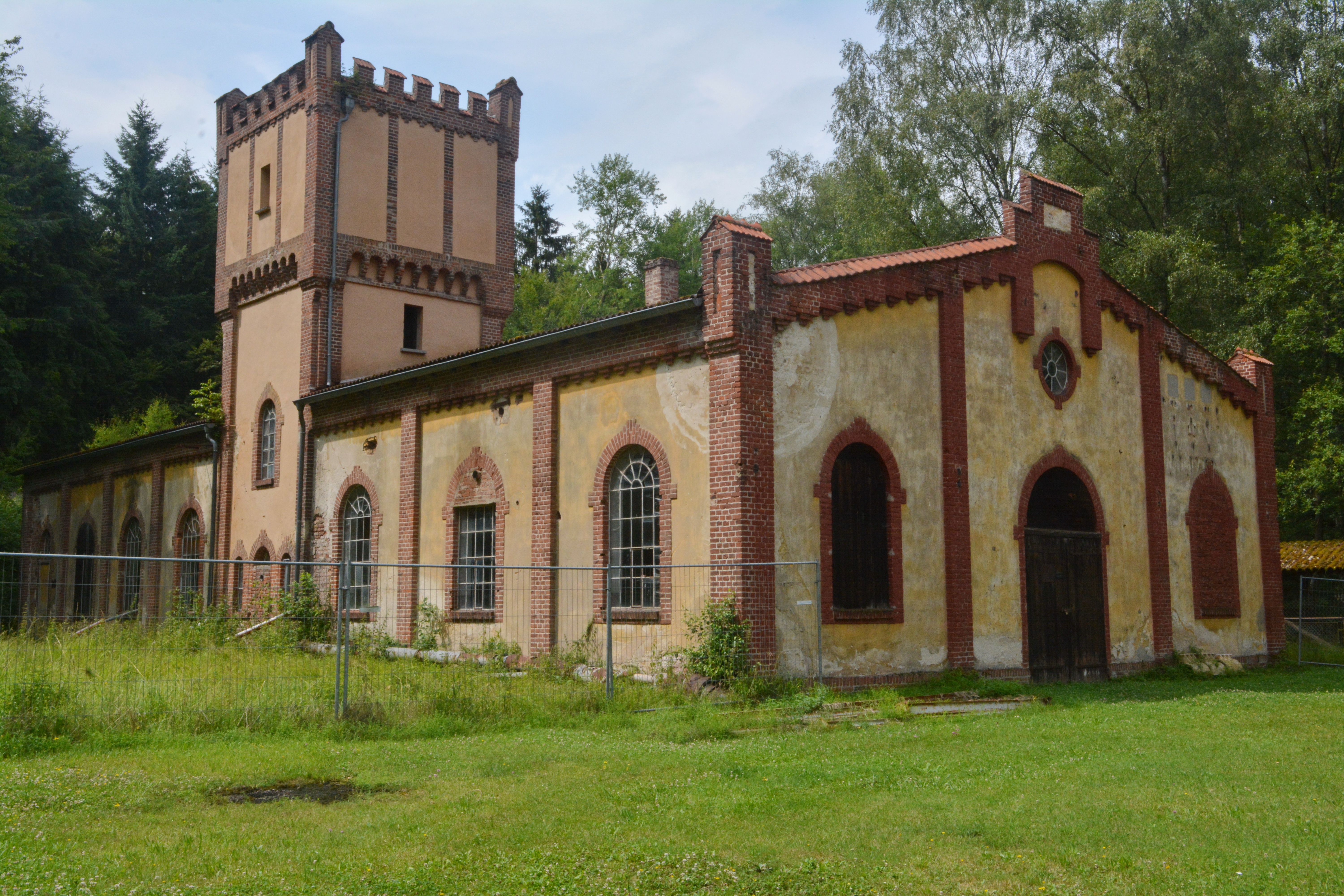
Altes Maschinenhaus der Grube Fortuna, erbaut 1907/1908. Der Turm diente als Wasserspeicher für die Dampfmaschinen

Die 1983 stillgelegte Grube Fortuna in einem Waldgebiet nördlich von Solms-Oberbiel bei Wetzlar ist eine der vielen Gruben im Lahn-Dill-Gebiet. Hier wurde Eisenerz in Form von Roteisenstein (Hämatit) und Brauneisenstein (Limonit) abgebaut, ebenso ein kleines Magnetitlager.
Die Grube Fortuna ist ein Besucherbergwerk und ein Geo-Informationszentrum im Geopark Westerwald-Lahn-Taunus.

## Geschichte

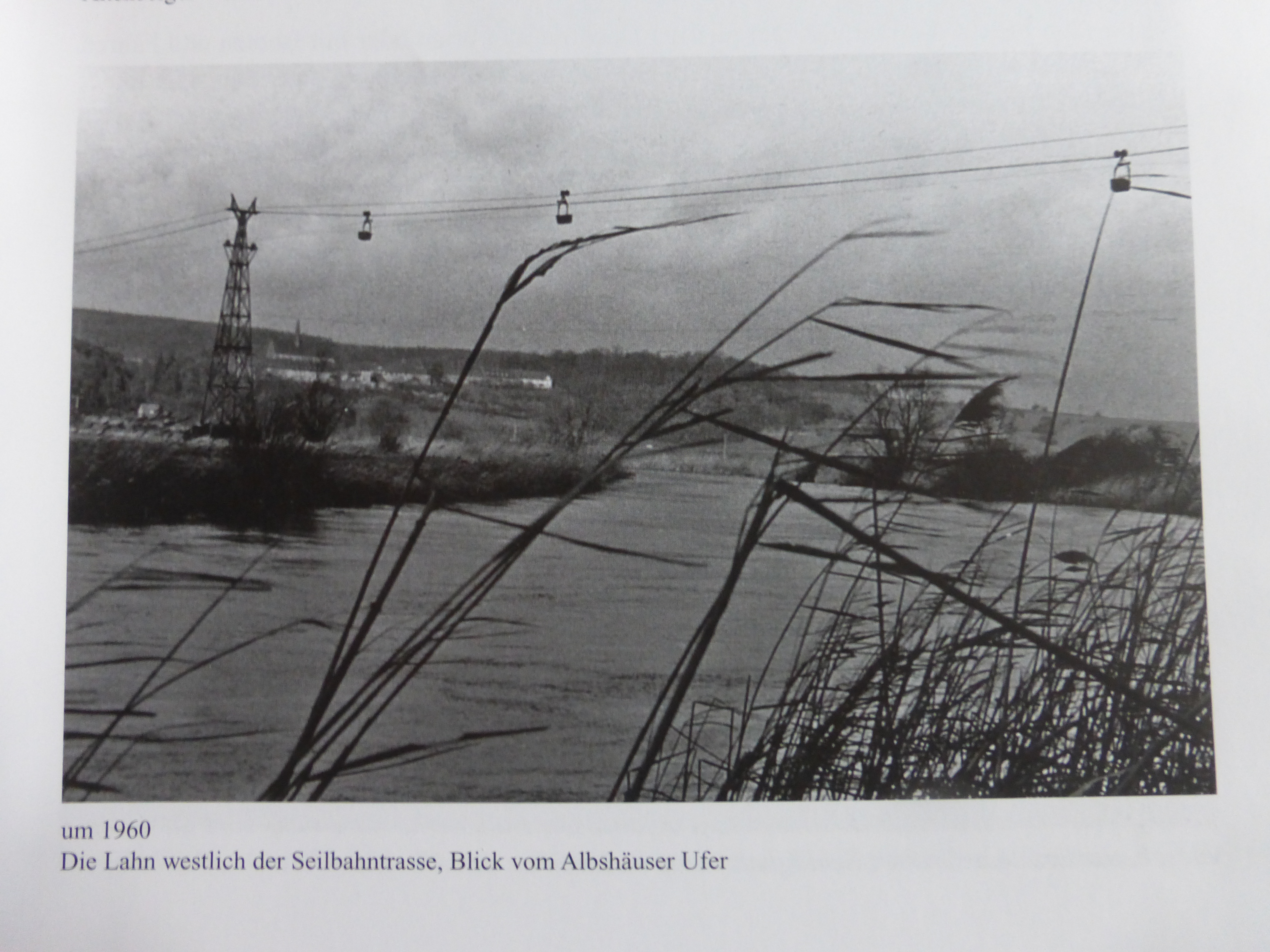
Ehemalige Seilbahn zwischen der Grube Fortuna und dem Bahnhof Albshausen Nicht der abgebildete Mast, wohl aber sein Nachbar zur Linken, ist als einziges Relikt der Seilbahn erhalten geblieben und dient heute als Werbeträger unmittelbar an der Bundesstraße 49 (Koordinaten: 50.553675 N 8.438597 O).

1847 fand das Erzvorkommen im späteren Abbaubereich (Grubenfeld) der Grube Fortuna erstmals Erwähnung in den Bergamtsakten. 1849 wurde das Grubenfeld an den Fürsten Ferdinand zu Solms-Braunfels verliehen, der das Bergwerk 57 Jahre hauptsächlich als Tagebau betrieb. Erst 1900 wurde der erste Schacht abgeteuft. Das Eisenerz wurde ab 1878 mit einer 3,6 km langen Seilbahn zum Hochofenwerk Georgshütte in Burgsolms transportiert. 1906 verkaufte der Fürst die Grube Fortuna und alle weiteren Gruben, darunter auch die Grube Ferdinand, an die Firma Friedrich Krupp, Essen.
1907 wurde ein neuer Schacht (Maschinenschacht II), zunächst nur bis zur 40 m-Sohle, abgeteuft. Kurz später erreichte man eine Teufe von 150 m. Eine zweite Seilbahn wurde 1908 fertiggestellt. Das Erz wurde nun von der Grubenbahn aus dem Stollen des Bergwerkes über die Straße Berghausen–Oberbiel gezogen und in der sogenannten Kipphalle entladen. Nach der Aufbereitung wurde es mit der Seilbahn zum Bahnhof Albshausen an der Lahntalbahn gebracht. Diese transportierte das Erz hauptsächlich nach Wetzlar, wo Buderus es in den Hochöfen verhüttete. Zwischen 1908 und 1915 wurde der Neue Tiefe Stollen aufgefahren und ermöglichte den Zugang zum neuen Schacht. Über diesen Stollen fahren die Besucher auch heute in das Bergwerk ein.
1929 wurde ein Blindschacht von der 150 m-Sohle zur 250 m-Sohle abgeteuft. Nachdem der Maschinenschacht II 1943 eingestürzt war, teufte man einen neuen Blindschacht vom Neuen Tiefen Stollen bis zur 150 m-Sohle ab. Diesen Schacht nutzen heute auch die Gäste des Besucherbergwerks, um auf die 150 m-Sohle zu gelangen. 1953 übernahm die Harz Lahn Erzbergbau AG den Bergwerksbetrieb. 1954 wurde der Hauptblindschacht bis zur 250 m-Sohle weitergeteuft. 1957 durchbrach man das Deckgebirge nach über Tage. Dort wurde ein neues Fördermaschinenhaus errichtet. In den Jahren 1959/1960 wurde ein Verbindungsschacht zur 100 m-Sohle gebohrt, um die Wetterführung zu ermöglichen.
1962 kam die erste Stilllegung des Bergwerks, denn die Hauptabnehmer des Erzes, darunter Firma Krupp, wollten in Zukunft Erze aus dem Ausland für die Stahlherstellung verwenden. Eine kleine Mannschaft blieb für Stilllegungsarbeiten bestehen. Und bereits 1963 begann der Betrieb wieder, da die Umstellung auf Auslandserze zu Problemen führte.
In den Folgejahren erhielten Radfahrzeuge unter und über Tage Einzug. Für unter Tage wurden Fahrlader angeschafft und über Tage transportierten ab 1979 LKWs das Erz zum Bahnhof Albshausen. Außerdem wurde 1974 die Bewetterung geändert und die Grubenluft mittels Ventilatoren entgegen dem natürlichen Luftstrom durch das Lichtloch von 1960 abgeführt.
Das Ende für das Bergwerk zeichnete sich spätestens 1981 ab, als die Sophienhütte in Wetzlar als letztes Hochofenwerk in Hessen stillgelegt wurde. Die Erzabnahme sank zunehmend, und als am 3. März 1983 die letzte Förderschicht endete, lagen im Grundbachtal 130.000 t Erz auf Halde.
Die Grube Fortuna ist ein geschütztes Kulturgut entsprechend der Haager Konvention.

## Besucherbergwerk
Am 16. März 1983 wurde der Förderverein Besucherbergwerk Fortuna e. V. gegründet. Er setzte sich zum Ziel, das Bergwerk als Besucherbergwerk der Nachwelt zu erhalten. Im September 1983 wurden jedoch zunächst die Pumpen abgestellt, die bis dahin ein Absaufen der Grube durch ansteigendes Grundwasser verhinderten.
Im Dezember konnte der Förderverein eine Entscheidung des Kreises und der umliegenden Städte und Gemeinden erwirken, wonach die Grube Fortuna tatsächlich der Nachwelt erhalten werden soll. 1985, nach dem Sümpfen der Grube, konnten die Ausbauarbeiten für den Besucherbergwerksbetrieb beginnen. Am Pfingstmontag 1987 wurde der Besucherbetrieb eröffnet.
Die Besucher gelangen mit einem Förderkorb auf die 150-Meter-Sohle. Mit einer Akku-Grubenbahn geht die Fahrt 450 m in den Nordlagersattel. Nach der Fahrt erreichen die Besucher einen alten Abbaubereich, wo ihnen von fachkundigen Führern die Technik des Eisenerzabbaus in der Grube Fortuna bis zu ihrer Schließung im Jahre 1983 vorgeführt wird. Weiterhin werden verschiedene Sonderführungen abseits der normalen Besucherstrecken angeboten.
Zudem bieten Zechenhaus, Kipphalle und Erzbunker mit seinem Museum sowie das Fördermaschinenhaus mit der originalen Maschine von 1958 interessante Einblicke in die Arbeitswelt der Bergleute.
Das Besucherbergwerk ist Geo-Informationszentrum des Geoparks Geopark Westerwald-Lahn-Taunus.
Nach grundlegender sicherheitstechnischer Ertüchtigung 2010/2011 sowie Investitionen in Museum, Infrastruktur und Übertageanlagen erfolgte am 16. April 2011 die Wiedereröffnung als Besucherbergwerk unter der neuen Trägerschaft des Vereins Geowelt Fortuna e. V. Seitdem hat die Fortuna jährlich etwa 20.000 Besucher.
Das Besucherbergwerk mit Schachtfahrung und Grubenbahnfahrt gehört zu den eindrucksvollen montanhistorischen Relikten und ist Teil der Route der Industriekultur Mittelhessen sowie im Netzwerk Europäische Route der Industriekultur (ERIH).

## Feld- und Grubenbahnmuseum

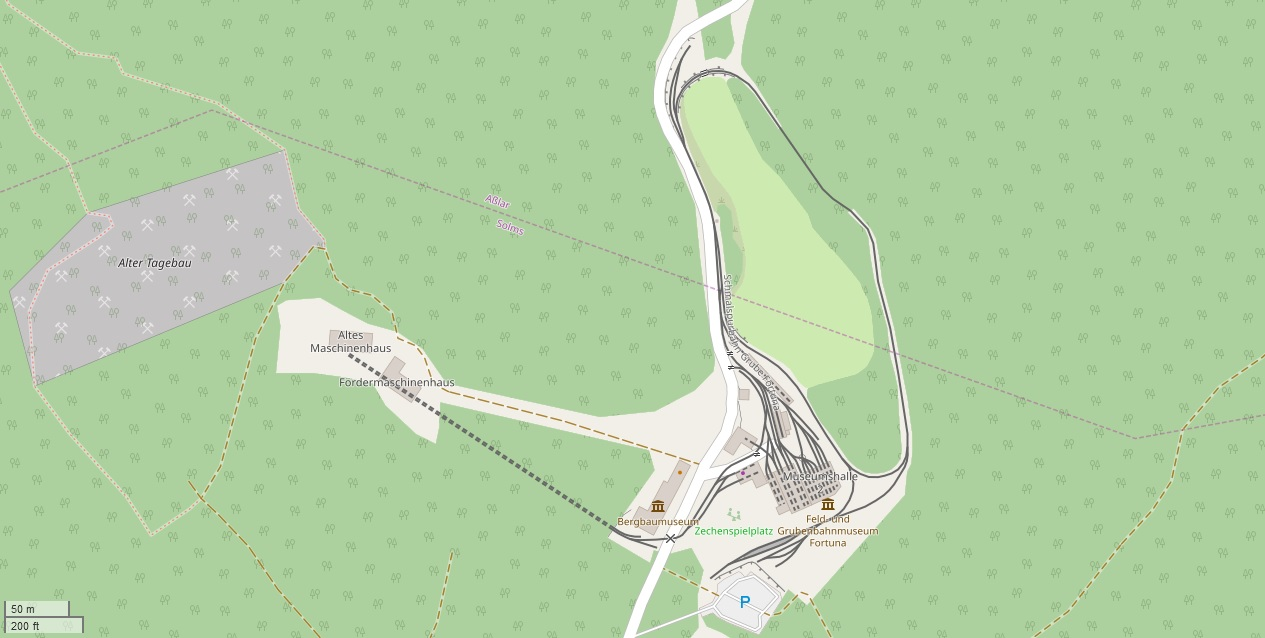
Streckenverlauf Gleisanlage

Nach der Öffnung des Besucherbergwerks Grube Fortuna im Jahr 1987 wurde der Lahn-Dill-Kreis Träger des Besucherbergwerks. Der Förderverein Besucherbergwerk Fortuna e. V., der das Besucherbergwerk bis dahin aufgebaut hatte, nahm als neues Projekt den Aufbau eines weiteren Museums in Angriff. So entstand seit 1987 auf dem ehemaligen Zechengelände der Grube Fortuna das Feld- und Grubenbahnmuseum Fortuna (FGF).
Die Arbeit der Mitglieder begann mit der Beschaffung erster Schienenfahrzeuge und des Aufbaus einer Infrastruktur in Form einer 600 mm-Gleisanlage und eines Unterstandes für die Lokomotiven. Im September 1993 – mittlerweile existierte eine ca. 100 m lange Fahrstrecke und eine große Museumshalle – konnte das Museum eröffnet werden und es fand der erste Personenfahrbetrieb für Besucher statt.
Heute umfasst die Sammlung des Museums über 50 Lokomotiven und über 100 Wagen. Darunter sind Feldbahn-, Grubenbahn- und Kleinbahnfahrzeuge. Jedes Jahr finden etwa sechs Fahrtage statt, an denen Besucher eine Fahrt mit dem dampflokbespannten Zug auf der nun 2,5 km langen Strecke mit Waldabschnitt und Steigungsstrecke (Spurweite 600 mm) unternehmen und das Museum besichtigen können.

### Liste der Lokomotiven
| Antrieb | Nr. | Bauart   | Hersteller       | Typ/Name           | Werks-Nr.  | Baujahr   | Bild |
| ------- | --- | -------- | ---------------- | ------------------ | ---------- | --------- | ---- |
| Dampf   | 1   | Bn2t     | Henschel         | Preller            | 23170      | 1936      |      |
| Dampf   | 2   | Bn2t     | Budich           | wie Henschel-Riesa | 1029       | 1944      |      |
| Dampf   | 3   | Bn2t     | O&K              |                    | 6625       | 1913      |      |
| Dampf   | 4   | Bn2t     | Krauss           |                    | 6616       | 1912      |      |
| Dampf   | 5   | Dn2t     | Henschel         | Brigadelok         | 14913      | 1916      |      |
| Diesel  | 10  | Bdm      | O&K              | MD 1               | 7551       | 1937      |      |
| Diesel  | 11  | Bdm      | O&K              | RL 1c              | 5462       | 1934      |      |
| Diesel  | 12  | Bdm      | Jung             | EL 105             | 7258       | 1937      |      |
| Diesel  | 13  | Bdm      | Gemeinder        | 18/20              | 3364       | 1941      |      |
| Diesel  | 14  | Bdm      | Gemeinder        | 45/50              | 2483       | 1939      |      |
| Diesel  | 15  | Bdh      | Schöma           | CFL 45 DC          | 2832       | 1964      |      |
| Diesel  | 17  | Bdm      | Diema            | DS 22              | 1387       | 1950      |      |
| Diesel  | 18  | Bdh      | Diema            | DS 40/1            | 2884       | 1966      |      |
| Diesel  | 19  | Bdm      | Ruhrtaler        | KML 7              | 2802       | 1949      |      |
| Diesel  | 20  | Bdh      | Ruhrtaler        | G 22 HL 2          | 3899       | 1968      |      |
| Diesel  | 21  | Bdh      | Schöma           | CHL 40             | 2379       | 1960      |      |
| Diesel  | 22  | Bdm      | Deutz            | A6M 517            | 27388      | 1940      |      |
| Diesel  | 23  | Bdm      | Deutz            | MAH 914            | 55952      | 1956      |      |
| Diesel  | 24  | Bdm      | Deutz            | OME 117            | 12518      | 1934      |      |
| Diesel  | 25  | Bdm      | LKM              | Ns 2f              | 248797     | 1956      |      |
| Diesel  | 26  | Cdm      | LKM              | V 10 C             | 250316     | 1963      |      |
| Diesel  | 28  | Bdm      | Deutz            | MAH 228F           | 8431       | 1928      |      |
| Diesel  | 29  | Bdm      | LKM              | Ns 2f              | 248485     | 1954      |      |
| Diesel  | 30  | Bdm      | Demag            | ML 15              | 2025       | 1937      |      |
| Diesel  | 31  | Bdm      | Skoda            | BND 30             | 2434       | 1956      |      |
| Diesel  | 32  | Bdm      | LKM              | Ns 1b              | 247418     | 1957      |      |
| Diesel  | 33  | Bdm      | Gemeinder        | 18/20              | 3365       | 1941      |      |
| Diesel  | 34  | Bdm      | Deutz            | GZ 30B             | 57692      | 1964      |      |
| Diesel  | 35  | Bdh      | Deutz            | GG 90 B            | 56547      | 1957      |      |
| Diesel  | 36  | Bdm      | Ruhrtaler        | G 90 Ö/V           | 3449       | 1956      |      |
| Diesel  | 37  | Cdh      | Gemeinder        | Hf 130 C           | 4046       | 1943      |      |
| Diesel  | 38  | Bdm      | Ruhrtaler        | G 90 Ö/V           | 3562       | 1958      |      |
| Diesel  | 39  | Bdh      | Ruhrtaler        | G 90 HVE           | 3781       | 1964      |      |
| Diesel  | 40  | Cdm      | Ruhrtaler        | G 100 Z            | 3772       | 1963      |      |
| Diesel  | 41  | Bdm      | Deutz            | OMZ 122            | 39616      | 1941      |      |
| Diesel  | 42  | Bdm      | Deutz            | MLH 322 G          | 16316      | 1936      |      |
| Diesel  | 43  | Bdm      | Deutz            | OME 117            | 12850      | 1934      |      |
| Diesel  | 44  | Bdm      | Jung             | ZL 105             | 6581       | 1936      |      |
| Diesel  | 45  | Bdm      | Strüver          | Schienenkuli       |            | 1942/1943 |      |
| Diesel  | 46  | Bdm      | Ruhrtaler        | KML 7              | 2731       | 1948      |      |
| Diesel  | 47  | Bdh      | Deutz            | GG 90 B            | 57945      | 1965      |      |
| Diesel  | 48  | Bdh      | Deutz            | GG 90 B            | 56433      | 1957/1987 |      |
| Diesel  | 49  | 2+Bdh+B  | Ruhrtaler        | G 160 Trio         | 3894       | 1969/1996 |      |
| Diesel  | 50  | Bdm      | LKM              | Ns 2f              | 262067     | 1959      |      |
| Diesel  | 51  | Bdm      | Jung             | EL 110             | 11866      | 1955      |      |
| Diesel  | 52  | Bdh      | Rensmann (Deutz) | D2-9               | 56137      | 1955/1991 |      |
| Diesel  | 53  | Bdm      | Jung             | EL 110             | 6610       | 1936      |      |
| Diesel  | 54  | 1A-A1-dh | Diema            | GT 10/2            | 3266       | 1972      |      |
| Diesel  | 55  | Bdm      | Gemeinder        | 20/24              | 1669       | 1936      |      |
| Diesel  | 56  | Bdm      | Deutz            | OME 117            | 36524      | 1941      |      |
| Elektro | 60  | B-a      | Bartz            | BL 1/4 Type 1260   | 1341       | 1958      |      |
| Elektro | 61  | Bo-e     | AEG Bartz        | HF 1 und GF 08     | 8144/1715  | 1962      |      |
| Elektro | 62  | Bo-e     | AEG              | EL 5               | 1930       |           |      |
| Elektro | 64  | Bo-a     | Bartz            | KGA 07-b-05        | U375       | 1968      |      |
| Elektro | 65  | A1-a     | Siemens Schalke  | Abbau              | 5199/10944 | 1951      |      |
| Elektro | 66  | A1-a     | AEG Bartz        | BL 1/6             | 1417       | 1958      |      |
| Elektro | 67  | Bo-e     | BBC              | G 509              | 2781       | 1967      |      |
| Elektro | 68  | BoBo-a   | BBA              | B 660              | 889        | 1989      |      |